# Třeboňské lázeňství

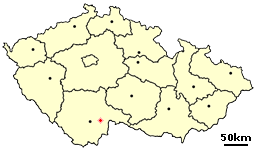
Poloha Třeboně na mapě České republiky

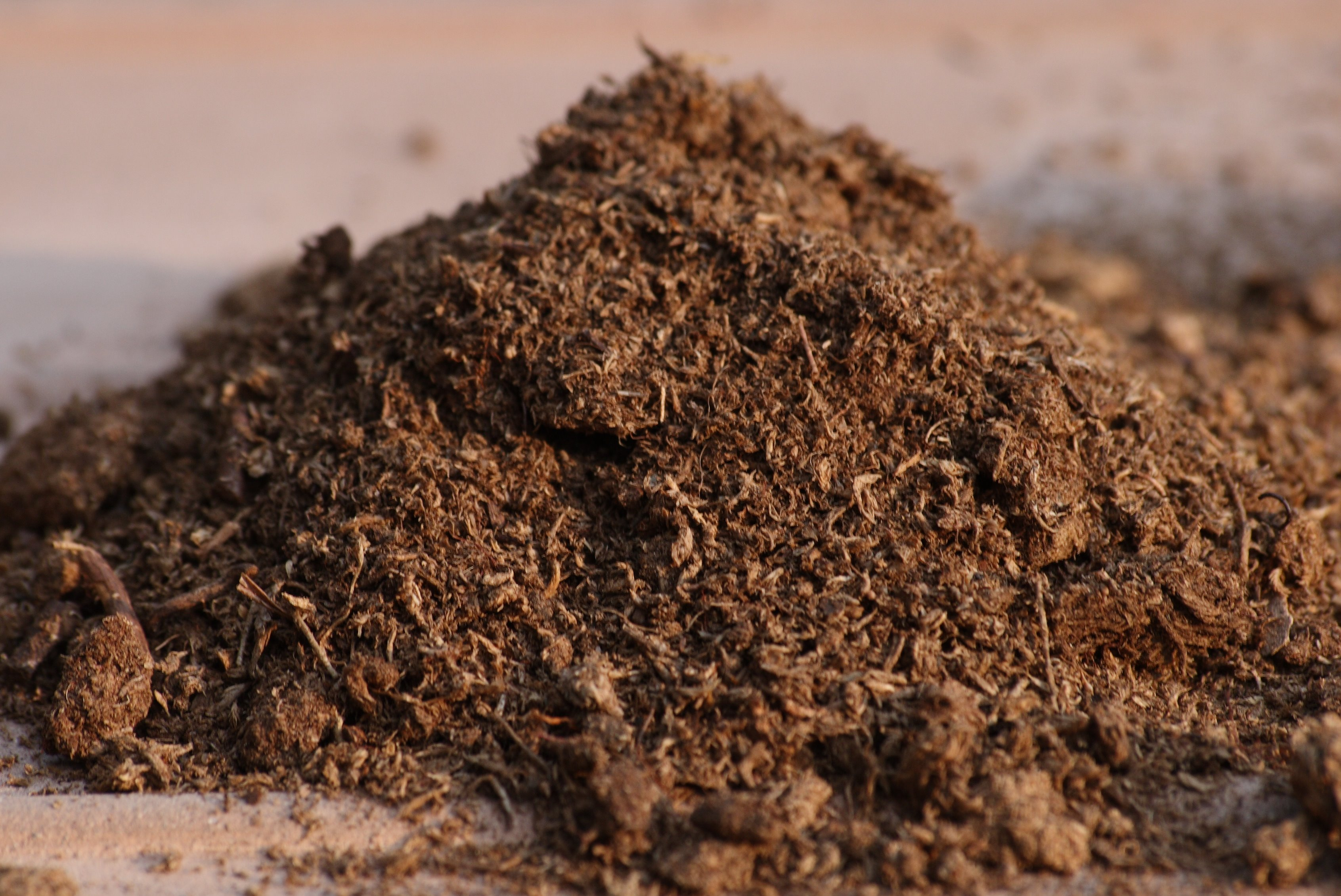
Surová, neupravená rašelina

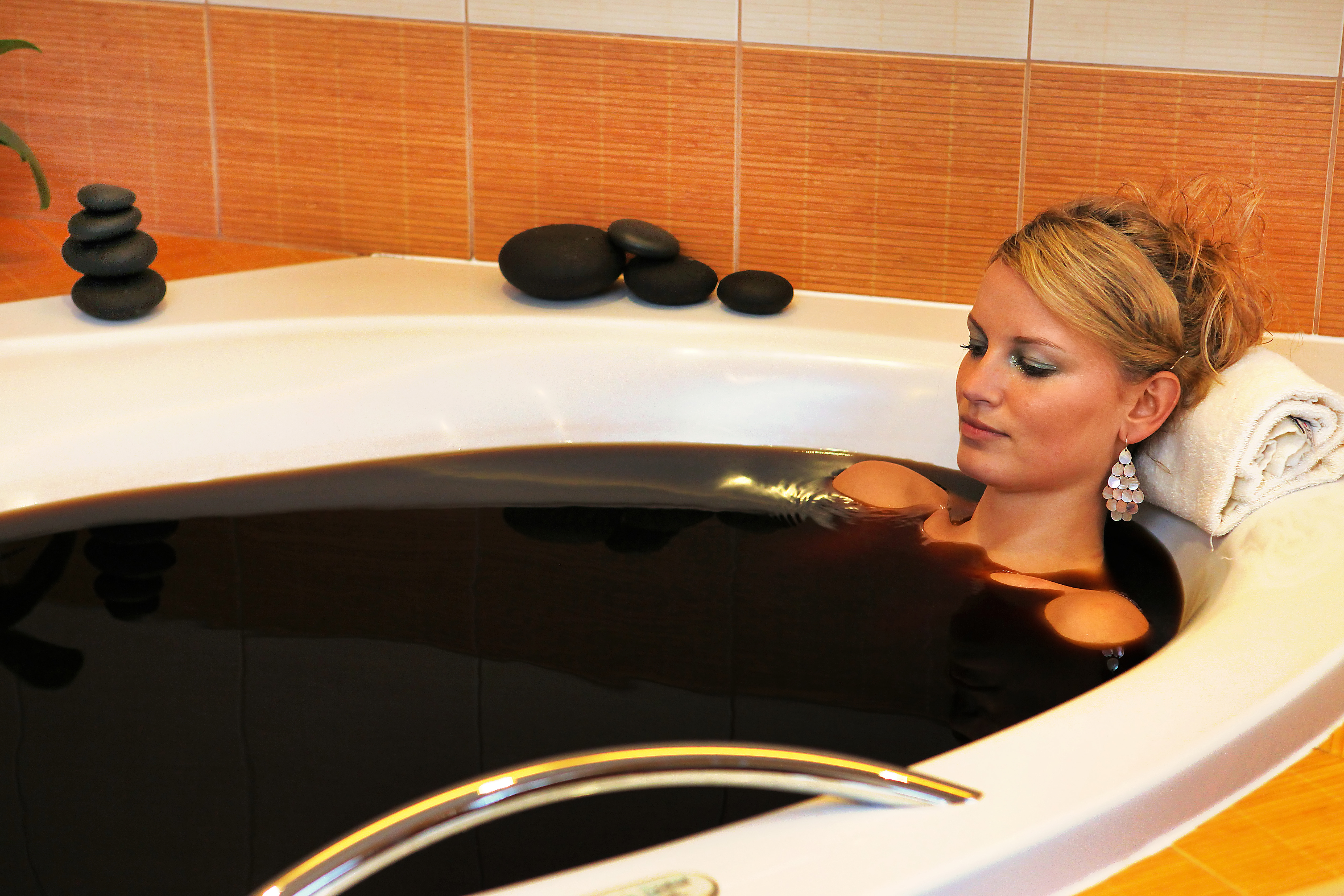
Rašelinová koupel (Zlatá hvězda)

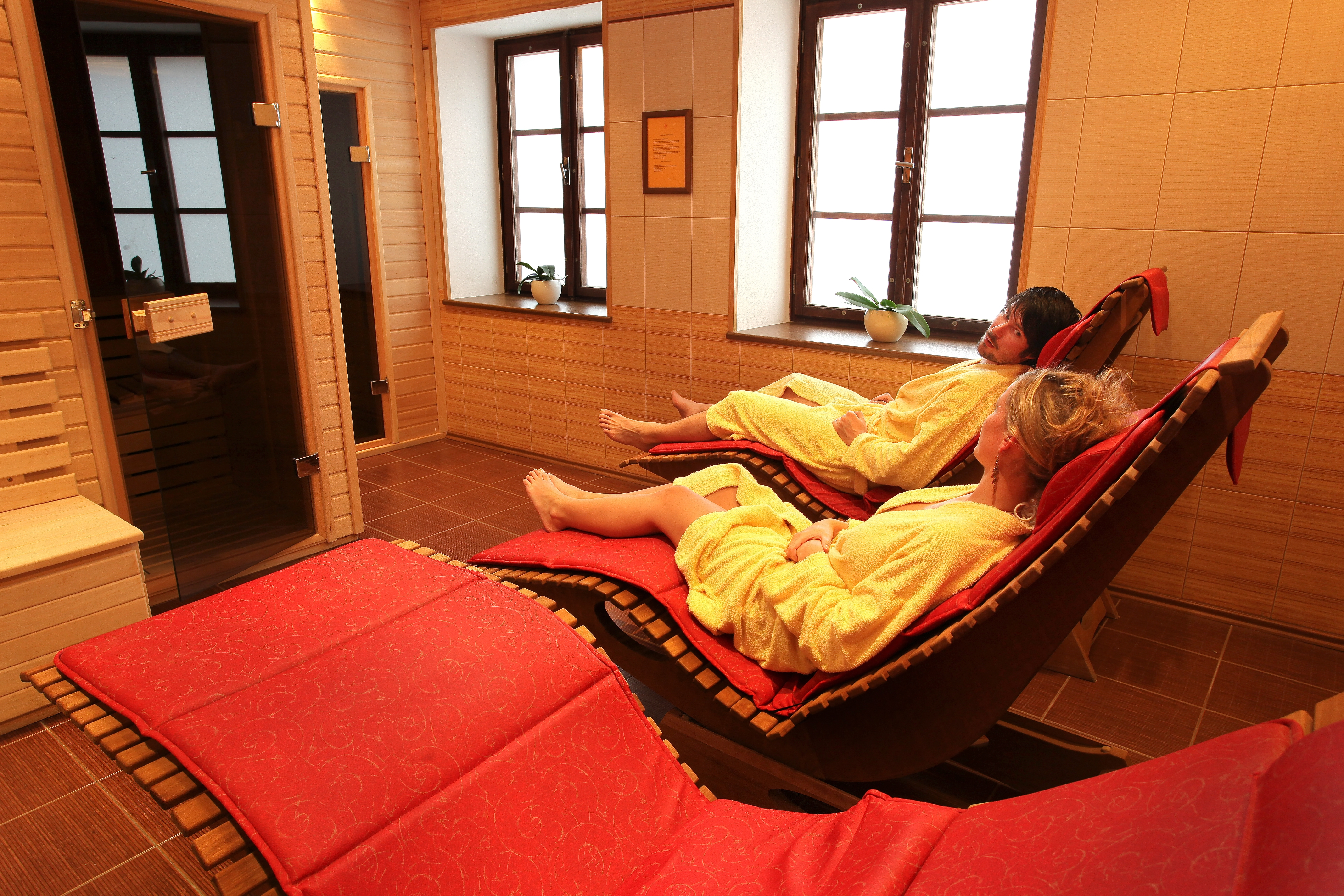
Infrasauna - odpočívárna (Zlatá hvězda)

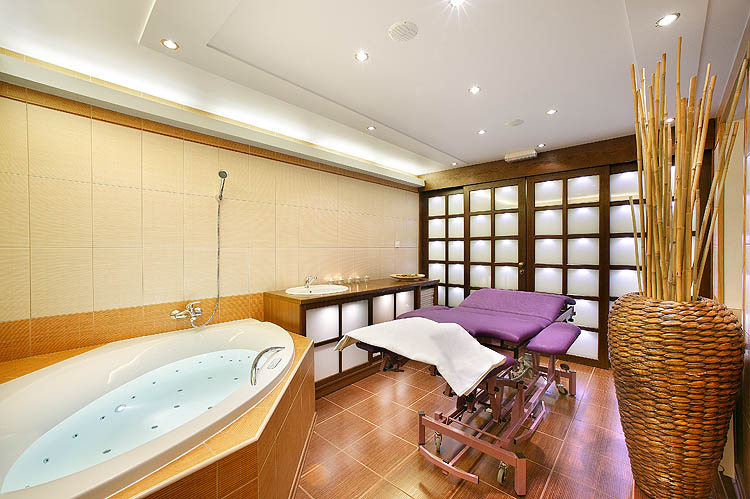
Masážní místnost (Zlatá hvězda)

Třeboň má statut lázeňského místa, ve kterém je poskytována lázeňská léčebně rehabilitační péče.

## Přírodní podmínky
Třeboňská pánev patří mezi nejbohatší naleziště rašeliny a slatiny v ČR. Na Třeboňsku se těží speciální slatina s obsahem minerálů pyritu a markazitu.[zdroj?] Před vlastním použitím se musí vytěžená slatina upravit. Odstraní se hrubé příměsi, směs se rozdrtí na malé částečky, a nakonec dochází k přidání vody a zahřátí na teplotu 37 – 39 stupňů Celsia. Připravená hmota se poté používá ve formě slatinného zábalu, nebo po přidání další vody ve formě slatinné koupele.
Slatina patří mezi tzv. peloidy, což jsou přírodní látky vzniklé geologickými pochody. Účinky peloidních procedur jsou především tepelné. Ty jsou způsobeny konzistencí (hutností) slatiny. Díky své hustotě totiž slatina vede teplo až sedmkrát pomaleji než voda, proto se v ní organismus prohřívá šetrněji a především intenzivněji.
Slatinné zábaly a koupele působí příznivě především při léčbě nemocí pohybového aparátu. Právě hojné zásoby slatiny z rašelinišť vedly v 80. letech 19. století k založení třeboňské lázeňské tradice. Dnes se zde léčí především bolesti páteře a kloubů, pooperační a poúrazové stavy a revmatická onemocnění. Léčebné účinky pobytu v lázních jsou také podpořeny kvalitou okolního přírodního prostředí Třeboňska.

## Historie
Již od středověku byly v nově vznikajících městech zakládány nejen špitály, ale větší hustota obyvatel stísněných v husté zástavbě sevřené hradbami si vynutila také zřizování veřejných očistných lázní. Tyto lazebny se stávaly velmi oblíbeným místem nejen pro očistu těla, ale postupně byly i společenským střediskem.
Nejstarší zmínka o třeboňské lazebně (v Rožmberské ulici) pochází z roku 1666. Po zrušení této lazebny získal správce schwarzenberského velkostatku Václav Horák povolení od knížete Schwarzenberga, v roce 1861, zřídit očistné lázně s tekoucí vodou na Zlaté stoce. V letech 1881–1883 vystavěl řídící učitel Václav Hucek v sousedství těchto očistných lázní svůj léčebný ústav s aplikací rašeliny (dnešní Bertiny lázně). Od té doby se datují dějiny novodobé třeboňské lázeňské tradice.

## Současnost
Třeboňské lázně nabízejí pobyt a léčbu ve dvou tradičních lázeňských domech – v Bertiných lázních (dříve Lázně Berta) a v Lázních Aurora (dříve ÚLHP lázně Třeboň). Oba lázeňské domy (LD) jsou v majetku města. K léčbě je využíváno výše zmiňovaných slatinných koupelí a zábalů, dále vodoléčebných procedur, masáží, fyzioterapie, elektroterapie, parafinových zábalů, plynových injekcí, akupunktury a dalších rehabilitačních a léčebných postupů.

### Lázeňský dům Berta
Lázeňský dům Berta leží v těsné blízkosti Masarykova náměstí, na okraji městské památkové rezervace Třeboň u Zlaté stoky. První lázeňský dům v Třeboni Bertiny byl otevřený druhé polovině 19. století, v roce 1883 zde podstoupili lázeňskou léčbu první pacienti. Tehdy se léčili v Bertiných lázních (původní název lázeňského domu).
Dnešní hosté jsou ubytováni v moderně vybavených jednolůžkových a dvoulůžkových pokojích a apartmánech se samostatnou koupelnou a WC. Na přání je možné zajistit ubytování v pokojích s klimatizací (dvoulůžkové pokoje I. A kategorie a apartmány I. A kategorie).
Klienti lázní mohou využít také bazén s whirlpoolem, saunou a párou a fitness centrum. Součástí lázeňského komplexu jsou Restaurace, Terasa bar a Lázeňská kavárna.
Na lázeňské promenádě směrem k Jindřichohradecké bráně a k baroknímu sousoší Sv. Jana Nepomuckého (datovanému donátory "anno 1726") u Zlaté stoky stojí též barokní domek v němž jak připomíná pamětní deska přebýval Josef Kajetán Tyl, při svém třeboňském pobytu. Hned vedle je památný staletý hloh jednosemenný s mohutným kmenem. Tato promenáda pro pěší a se stezkou pro cyklisty se nazývá Tylovou ulicí. Naproti, přes Zlatou stoku, jsou velmi dobře zachovány původní gotické a renesančně upravené městské hradby, za nimiž dominuje bývalý Augustiniánský klášter a věž děkanského kostela.
Z druhé strany lázeňského komplexu je nově pojmenovaná ulice K Bertě s budovami a zahradou botanického ústavu České akademie věd a naproti s nově vybudovaným hotelem "Romantick" s řízkovou restaurací Kopretina. Poblíž jsou rozsáhlá parkoviště, nekuřácká lázeňská restaurace Adéla (v těch místech stával dříve hostinec Na Novém Světě, v jehož zahradě začala v 19. stol. pravidelná vystoupení třeboňského Sokola) v létě i s provozem "Nad řekou" (přímo nad tokem Zlaté stoky) a restaurace "Top Spin" přímo napojená na bowlingové dráhy a krytou tenisovou halu (přes skla restaurace lze i sledovat tenisty při hře).
V samostatné budově poblíž parku u Zlaté stoky je kadeřnictví, pedikúra, kosmetika a některé laboratoře. V parku zaujme jezírko s lekníny a terasou pro opalování i osvěžení lázeňských hostů. V nové části parku za Zlatou stokou u Tyršova stadionu byl v roce 2010 zbudován nový lázeňský altán, který je večer osvětlen. Poblíž se pod starými lipami nachází velký litinový kříž s Ukřižovaným Pánem Ježíšem, z první poloviny 19. století a nedaleko pískovcová socha ženy od Jana Kodeta u městských středověkých hradeb. Na tuto část plynule navazují třeboňské Komenského sady s několika mosty přes stoku (s výškovou značkou vody upomínající na povodně v srpnu 2002), vytékající ze severní výpusti rybníka Svět, rozprostírající se mezi hradbami Starého města u Augustiniánského kláštera, Sokolskou třídou a ulicí Na Sadech.
Zajímavým a zábavným doplňkem lázeňského pobytu jsou akce pořádané pro hosty na letní terase Pergola, která je zasazena do krásné třeboňské přírody v lesích u menších rybníků nedaleko Bertiných lázní v okolí kaple Sv. Víta. Je zde k dispozici taneční parket, občerstvení a možnost přípravy specialit na rožni, otevřeném ohništi a v udírně.
Hostům Bertiných lázní se nabízí také další možnosti pro využití volného času: tenisová hala s povrchem z umělé trávy (v letním období odkrytá), antukový kurt na tenis a volejbal, pétanque, stolní tenis, bowling, squash, sportovní rybolov, myslivecké akce, jízda na koni, veslování a cyklistika.
V blízkosti lázní se nalézá nejen autobusové nádraží (za Zlatou stokou, překlenutou dvěma mosty a Tyršovým stadionem), ale i železniční zastávka Třeboň Lázně (za říčkou Olšovkou) s pěknou čekárnou, půjčovnou kol i občerstvením.
Lipové stromořadí v tehdejší třídě Československých legií (dnes Dukelské) až k Jindřichohradecké bráně bylo vysázeno v roce 1919 u příležitosti první oficiální návštěvy prezidenta T. G. Masaryka v Třeboni v roce 1919. Tuto alej neopominul zhlédnout rovněž při své další návštěvě Třeboně, kdy se také prošel lázeňským a zámeckým parkem.

### Lázně Aurora
Komplex Třeboňských lázní LD Aurora se nachází za severní hrází rybníka Svět, poblíž sídliště a sportovního areálu Hliník, v klidné okrajové části Třeboně (na území Třeboně II ), ze dvou stran je obklopen lázeňským parkem s golfovým hřištěm a deseti skupinovými odpočívadly. Převažujícími dřevinami v okolí jsou lípy, duby, borovice, modříny a olše. V létě zdobí lázeňskou promenádu a letní restauraci palmy. Poblíž golfového hřiště se v parku nalézá zajímavé mohutné pískovcové sousoší s nekonvenční kašnou, symbolizující "vodní" procedury třeboňského lázeňství, které vzniklo ještě před otevřením těchto lázní. Park byl v roce 2000 osazen od lázní až po Rybářskou baštu několika dřevěnými sousošími litevského umělce (Afrodité, Orfeus, David, Poseidon, Smutný anděl, Řecký bojovník, Eos a další). Sochy byly v roce 2011 opraveny a konzervovány proti vlivům počasí. Bohužel vandalismus pronikl i do lázeňské Třeboně a tak byla 28. června 2012 velmi vážně poškozena jedna z nejoblíbenějších soch a to "Smutný anděl", která zaujala především moderní koncepcí a skloněnou hlavou k pokoře (sťatá-uražená hlava této pěkné sochy). Socha byla odborně opravena v rekordním termínu do 4. července 2012 (oprava hlavy, odvrtání nových otvorů, výroba čepu a montáž). Andílek již zase hlídá křižovatku k Wellness centru. Bohužel se v červenci 2023 půvabná socha ztratila a byla, doufejme dočasně, nahrazena kořenáčem s květinou. A v červenci 2024 zmizel i král moří, čtyřmetrový Poseidon, nedaleko hotelu Svět. V souvislosti s rekonstrukcí vnější kolonády lázní a novým osvětlením bylo v prosinci 2018 zbudováno vhodné osvětlení i pro uvedené sochy a do nového Vítkova altánu u "Daisy zatáčky" na cestě kolem "Světa" byly doplněny tři šachové stolky.
Toto lázeňské centrum je v provozu od roku 1975. V letech 1990 až 1995 se nazývalo ÚLHP lázně Třeboň (Ústav léčby hybných poruch). Ve vstupní hale proti lázeňskému kinu (společenskému sálu) má pamětní desku jejich zakladatel doktor Jiří Kubička, původně lékař Masarykovy vojenské nemocnice v Praze.
Komplex poskytuje svým hostům všechny služby "pod jednou střechou". Vedle ubytování, stravování, lékařské péče a lázeňských procedur (vodoléčby s rehabilitačním bazénem pro společná cvičení, masáže, slatina, elektroléčby, ultrazvuk, mechanické masáže hydrojet, fyzioterapie, tělocvična pro společná cvičení, posilovna a j.) je zde k dispozici také nově zrekonstruovaná restaurace, kavárna, denní bar, bowling, lázeňská prodejna, kadeřnictví, kosmetika, pedikúra a manikúra. Pravidelné stravování je rozděleno do čtyř jídelen.
Hosté jsou zde ubytováni v moderně vybavených dvoulůžkových nebo jednolůžkových pokojích s vlastní koupelnou a WC, některé pokoje mají také balkón s vyhlídkou na rybník Svět a Novohradské hory. Převážná většina pokojů bez balkónu má oddělená lůžka.
Součástí Lázní Aurora je centrum Aqua viva. Jeho poslední část byla dokončena v roce 2006. Postupně zde byly uvedeny do provozu relaxační hala (tělocvična a fitness centrum), bazénový komplex (plavecký bazén s mírně slanou vodou, bazének pro malé děti, parní kabina, sauna, solárium, floating, squash) a vodní atrakce (divoká řeka, dvě velkokapacitní vířivky, perličková masážní lavice, hydromasážní stěny a lavice, chrliče, vodní hřib, 40 m dlouhý tobogán - přístupný pouze dětem od 12 let, whirlpooly). Prostor vodních atrakcí je propojen s bazénovým komplexem. Na venkovní terase, obrácené do zeleně parku, jsou sprchy a lehátka pro opalování. Centrum Aqua viva je přístupné nejen pro hosty Lázní, ale také pro veřejnost. Od roku 2020 probíhá v prostoru mezi krytými bazény a komplexem sportovišť na Hliníku rozsáhlá dostavba areálu. Nové wellness centrum a "Třeboňský vodní svět" též s několika venkovními bazény byly uvedeny do provozu v roce 2023. 
Jednotlivé součásti areálu propojuje lázeňská kolonáda a zimní zahrada. Nalézá se tam i velký společenský sál, kulturní středisko, prodejna,  přednášková a počítačová místnost.
Lázeňským parkem prochází cyklistická a turistická jedenáctikilometrová okružní "Cesta kolem Světa" s naučnou stezkou parkem, rašeliništěm, borovým lesem u Spolského mlýna a místní Třeboňskou částí "Odměny" s tradičními barokními jihočeskými statky, Církvičným rybníkem i barokní kaplí.
Po roce 1996, kdy začala rekonstrukce a modernizace těchto lázeňských provozů a zařízení se tam léčili např. Luděk Bukač , Václav Havel , Miloslav kardinál Vlk, Tomáš Halík, Jan Kačer, Oldřich Vlach, Jiří Menzel, Ivanka Devátá a Miroslav Donutil. Kratší léčebný pobyt tam absolvoval i zpěvák Karel Gott. Nebo také zpěvačky Jitka Zelenková a Petra Janů. Tradičními návštěvníky byli i populární herci Lubomír Lipský a Luba Skořepová. A zavítal tam i kníže Karel Schwarzenberg.
Na přelomu roku 2011 a 2012 proběhla v lázních rozsáhlá rekonstrukce a modernizace zejména ubytovacích prostor a zařízení. V roce 2012 byla k budově A lázní přistavěna vyhlídková "rozhledna" s rychlovýtahem do 10 podlaží, z níž se nabízí překrásný výhled na město, rybníky a okolí (panorama od Slepičích hor, přes Kleť, mráčky z Temelínských chladicích věží za "třeboňskou" Dunajovickou horou, Choustník, vršky nad Člunkem, Novou Bystřicí a Chlumem, až po Novohradské hory s Dobrou Vodou). Ve stejném období bylo zbudováno na západní části lázeňského parku golfové hřiště.
V současné době jezdí od lázní na Masarykovo náměstí a zpět (přes Schwarzenberskou hrobku, Knížecí pivovar a lázně Berta) okružní vyhlídkový vláček (s odjezdy v 8, 10, 12:30, 15, 17:30 a 20 hod.), s nástupem v parkové části hlavního lázeňského areálu (poblíž vyhlídkové věže u budovy A). Celá okružní vyhlídková jízda trvá bez několika minut 2 hodiny. Vláček byl v roce 2014 zkrácen přímo přes světskou hráz ke Schwarzenberské hrobce, kde má v Třeboňském ráji desetiminutovou přestávku na rychlé občerstvení, jezdí od aur. každou celou hodinu a je doplněn audioprůvodcem s hlasem Petra Nárožného. Vnější kolonádu, kde se "Vláček Třeboňáček" otáčí, zdobí v létě kromě oleandrů a dalších květin také desítka vzrostlých palem, dodávající místu nad rybníkem Svět zvláštní "jižní" atmosféru.
V současnosti se lázně úspěšně vyrovnávají s celostátním úbytkem pacientů na komplexní a pacientem z velké části hrazenou příspěvkovou(s předepsanou nutností placeného ubytování v lázeňském komplexu celostátně od ledna 2015) lázeňskou péči.
Krytá lázeňská kolonáda propojuje recepci, jídelny, "časovku" a jednotlivé procedury, včetně fyzioterapií, tělocvičny, fitness i bazénů. Stěny zdobí také stálá prodejní výstava obrazů. V září 2022 byla obohacena expozicí k 90. výročí založení Třeboňského veslařského klubu s velmi zajímavým exponátem, lodě vítězné třeboňské čtyřky (Karel Mejta, Jiří Havlis, Jan Jindra, Stanislav Lusk) s kormidelníkem (Miroslav Koranda) z letních olympijských her v Helsinkách roku 1952, v červenci na standardní olympijské trati, ve veslování.
Nově vybudované vekokapacitní veřejné hlídané a kamerami střežené parkoviště u bioplynové stanice směrem k Hliníku je do čtyř hodin parkování zdarma.

### Wellness centrum Zlatá Hvězda
Wellness centrum Zlatá Hvězda je součástí městské památkové zóny, nachází se v jihozápadní části Masarykova náměstí, v těsném sousedství Třeboňského zámku a patří k nejnovějším a zároveň nejkomfortnějším lázeňským zařízením v Třeboni. Posledním rozšířením prošlo v roce 2010 a svým hostům umožňuje rovněž využívání nejrůznějších relaxačních a rekondičních procedur na špičkové úrovni, které zahrnují mimo jiné i rašelinové koupele a termoobklady, částečné i celkové masáže, lymfatické masáže, masáže lávovými kameny, dále klasickou finskou saunu, infra saunu, aromaterapii a řadu dalších procedur.
Tyto procedury a služby jsou k dispozici celoročně, především v odpoledních a večerních hodinách, což je optimální jako doplněk denních sportovních aktivit, pro které je v Třeboni celá škála možností a příležitostí.
I zde je možné ubytování, celkem je zde 48 komfortně vybavených pokojů o celkové ubytovací kapacitě 115 lůžek. K dispozici jsou pokoje jednolůžkové, dvoulůžkové bez přistýlky, dvoulůžkové pokoje s možností přistýlky, dvoulůžkové pokoje typu De Luxe a 4 apartmá s možností dvou přistýlek. Kromě toho je zde k dispozici půjčovna a úschovna kol a přímo v objektu Wellness centra lze využít také 2 bowlingové dráhy.
V blízkosti se nacházejí dvě Solné jeskyně, jedna na Masarykově náměstí a druhá na náměstí Žižkově (Kozím rynku) na rohu s Rožmberskou ulicí v přímém sousedství s třetím domem Zlaté Hvězdy.
Na Masarykově náměstí jsou dvě stanice "Třeboňského vláčku", "Dolní" (před starou radnicí čp.1) při jízdě k Bertě a "Horní" (u zámku) při cestě od Bertiných lázní.
Centrum nabízí stravování přímo v několika vlastních restauračních zařízeních, na Masarykově náměstí a v bezprostředním okolí je i řada možností dalších (moravská vinárna u Draka, historická krčma U Kellyho, Vratislavský dům, restaurace Bašta, U kamenné studny a Bílý Koníček, nová kavárna u Bílého Beránka, kavárna v Masných krámech, komplex Beseda u staré radnice, komplex U Míšků i s vlastními lázeňskými procedurami, dvě Italské cukrárny, hotely Myslivna a Galerie, Rybí restaurace, Bílý Jednorožec u Svinenské brány, Šupina, Šupinka, Knížecí pivovar, Krčínův znojemský sklípek, Znovínská vinárna, Pešárna (pěšárna, rybí restaurace na louce u Zlaté stoky s rozlehlou zahradou), Zámecká restaurace, Zámecká cukrárna a další).

## Rekreace a relaxace
Třeboňská lázeňská zařízení, kromě léčebných pobytů pro nemocné pacienty, nabízejí i širokou škálu nejrůznějších relaxačních a rekondičních pobytů pro ty, kteří chtějí využít lázeňský pobyt jako formu odpočinku či aktivně udělat něco pro své zdraví. K příznivému účinku třeboňských lázní navíc přispívá okolní čisté prostředí CHKO Třeboňsko, které je ideálním místem pro odpočinek. Hustá síť turistických a cyklistických tras včetně naučných stezek v okolí Třeboně nabízí ideální podmínky pro pěší turistiku a cykloturistiku.